# Jaysh al-Sanadid
Jaysh al-Sanadid (Arabisch: قوات الصناديد) (vertaald: Leger van de Moedigen), ook wel bekend als de Al-Sanadid Strijdkrachten, zijn een Syrische tribale militie die actief is in de Syrische Burgeroorlog. De militie ontstond in 2013 in de noordoostelijke Syrische provincie Al-Hasakah, als gevolg van de oprukkende Islamitische Staat in Irak en de Levant (IS). Jaysh al-Sanadid staat onder leiding van sjeikh Hamidi Daham al-Hadi, de leider van de invloedrijke Shammar stam in het gebied. Het hoofdkwartier van de militie is gevestigd in de stad Tall Hamis.
Jaysh al-Sanadid werd nooit een onderdeel van het Vrije Syrische Leger (FSA), dat in de Syrische Burgeroorlog tegen president Bashar al-Assad vocht. In plaats daarvan werkte de militie tactisch samen met zowel de Syrische Koerden als met Syrische regeringstroepen rondom Al-Hasakah. Volgens de leiders van de Shammar-stam ging het Jaysh al-Sanadid slechts om het beschermen van de eigen tribale gebieden en autonomie, en om het terugdringen van de radicale Islamitische Staat.
In oktober 2015 voegde Jaysh al-Sanadid zich bij de door de Koerdische Volksbeschermingseenheden (YPG) gedomineerde Syrische Democratische Strijdkrachten (SDF). Sinds de toetreding tot de SDF is de beweging gegroeid. Zij omvat nu ongeveer 6500 strijders. Strijders van Jaysh al-Sanadid vechten onder andere mee in het offensief om de stad Raqqa te bevrijden van IS. Leider sjeikh Hamidi Daham al-Hadi is een van de belangrijkste bestuurders in het door de SDF gecontroleerde Rojava, een autonome regio in het noorden van Syrië.